# Santi Angeli Custodi (församling)
Santi Angeli Custodi är en församling i Roms stift.
Till församlingen Santi Angeli Custodi hör följande kyrkobyggnader och kapell:
- Santi Angeli Custodi
- Cappella Istituto Madonna delle Grazie
- Cappella Suore Sacra Famiglia di Bordeaux